# Eed van Fëanor
De Eed van Fëanor is een fictieve gebeurtenis uit de boeken van J.R.R. Tolkien. De eed werd gezworen door de Noldo Fëanor en diens zeven zonen Maedhros, Maglor, Celegorm, Curufin, Caranthir, Amrod en Amras. Dit gebeurde toen Fëanor plotseling verscheen in de Noldorijnse stad Tirion om de Noldor toe te spreken.
Toen bekend was geworden dat Morgoth, de Zwarte Vijand, ontsnapt was uit Valinor na het stelen van de Silmarillen, haastte Fëanor, de maker van deze juwelen, zich naar de stad Tirion op de Túna. Aangezien de Valar niets deden tegen dit grote verlies, maar er slechts om treurden, vuurde Fëanor de Noldor aan om met hem achter Morgoth aan te gaan. Hij wilde niet langer samenwonen met de verwanten van Morgoth, en natuurlijk wilde hij zijn Silmarillen terug. Omdat hij niet tot in de eeuwigheid kon blijven leven in de Duisternis die over Aman was gevallen, zwoer hij dat hij Morgoth achterna zou zitten tot het einde van de Aarde, totdat hij de Silmarillen terug had. Samen met zijn zonen legde hij een eed af, bij de naam van Ilúvatar. Op deze manier zouden zij het Eeuwigdurende Donker over zich afroepen als zij zich niet aan de Eed zouden houden. Manwë en Varda en de heilige berg Taniquetil werden aangeroepen als getuigen. Hierop volgden vele Noldor Fëanor noordwaarts, de achtervolging op Morgoth inzettend.